# Lepidiota lepida
Lepidiota lepida är en skalbaggsart som beskrevs av Kirsch 1875. Lepidiota lepida ingår i släktet Lepidiota och familjen Melolonthidae. Inga underarter finns listade i Catalogue of Life.